# Bernd Eilert
Bernd Eilert (né le 20 juin 1949 à Oldenbourg) est un écrivain allemand.

## Biographie
Il étudie l'art dramatique à l'université de Marbourg. En 1970, il s'installe à Francfort-sur-le-Main. Il écrit des articles pour la radio, la télévision et le magazine satirique pardon, et s'essaie à la réalisation. En 1979, il fait partie des fondateurs de la Nouvelle école de Francfort et du magazine satirique Titanic où il établit la "liste des personnalités les plus embarrassantes". Dans les années 1980, il écrit avec Robert Gernhardt et Peter Knorr des textes et des scénarios pour le comédien Otto Waalkes.

## Œuvres

### Livres
- Die Kronenklauer, Reinbek 1972 (avec F. K. Waechter)
- Ecila aus dem Wunderland, Aarau [u. a.] 1980
- Bettgeschichten, Aarau [u. a.] 1981 (avec Rita Mühlbauer et Hanno Rink)
- Notwehr auf Italienisch, München 1981
- Das aboriginale Horoskop, Zürich 1983
- Windige Passagen, Zürich 1991
- Eckermann und sein Goethe, Zürich 1994 (avec Eckhard Henscheid)
- Kurt oder das Fest der Liebe, Zürich 1996
- Erna, der Baum nadelt, Zürich 1998 (avec Robert Gernhardt und Peter Knorr)
- Es ist ein Has’ entsprungen und andere schöne Geschichten zum Fest, Zürich 1999 (avec Robert Gernhardt und Peter Knorr)
- Otto – der Katastrofenfilm, Zürich 2000 (avec Otto Waalkes et Michel Bergmann)

### Filmographie
- Das Casanova-Projekt, 1980/1981, réalisation
- Otto – Der Film, 1985, scénario
- Otto – Der neue Film (de), 1987, scénario
- Otto – Der Außerfriesische (de), 1989, scénario, acteur
- Otto – Der Liebesfilm (de), 1992, réalisation, scénario (avec Otto Waalkes, Robert Gernhardt et Peter Knorr)
- Edgar Wallace: Das Schloss des Grauens, 1998, scénario
- Otto – Der Katastrofenfilm, 1999/2000, scénario
- 7 Zwerge – Männer allein im Wald, 2003/2004, scénario, producteur
- 7 Zwerge – Der Wald ist nicht genug, 2006, scénario
- Otto's Eleven, 2010, scénario

## Source, notes et références
- (de) Cet article est partiellement ou en totalité issu de l’article de Wikipédia en allemand intitulé « Bernd Eilert » (voir la liste des auteurs).